# Falsistrellus affinis
Falsistrellus affinis (Dobson, 1871) è un pipistrello della famiglia dei Vespertilionidi diffuso in Asia orientale.

## Descrizione

### Dimensioni
Pipistrello di piccole dimensioni, con la lunghezza della testa e del corpo tra 43 e 51 mm, la lunghezza dell'avambraccio tra 38,4 e 41,4 mm, la lunghezza della coda tra 30 e 41 mm, la lunghezza del piede tra 7 e 8 mm, la lunghezza delle orecchie tra 12 e 15 mm.

### Aspetto
La pelliccia è lunga e soffice. Le parti dorsali sono marroni, con la punta dei peli grigia, che donano un aspetto generale brizzolato, mentre le parti ventrali sono bianco-grigiastre. Il muso è lungo e sottile. Le orecchie sono larghe ed arrotondate, mentre il trago è largo ed appuntito. L'estremità della lunga coda fuoriesce leggermente dall'ampio uropatagio.

## Biologia

### Comportamento
Si rifugia in piccoli gruppi di 5-6 individui nelle soffitte delle case, nei crepacci e nelle cavità degli alberi vicino alle abitazioni.

### Alimentazione
Si nutre di piccoli insetti.

## Distribuzione e habitat
Questa specie è diffusa negli stati indiani del Kerala, Maharashtra, Tamil Nadu, Uttarakhand, West Bengal; nel Nepal centrale, Sri Lanka, nelle province cinesi dello Xizang, Yunnan e Guangxi e nello Myanmar orientale.
Vive fino a 2.000 metri di altitudine.

## Conservazione
La IUCN Red List, considerato il vasto areale e la popolazione presumibilmente numerosa, classifica F.affinis come specie a rischio minimo (Least Concern)).